# Вулиця Сім'ї Холодних
Вулиця Сім'ї Холодних — вулиця в Голосіївському районі міста Києва, масив Теремки. Пролягає від вулиці Родини Кістяківських до вулиці Юрія Немирича

## Історія
Виникла наприкінці 2010-х під проєктною назвою вулиця Проєктна 12966. Назва — на честь родини видатних науковців братів Миколи, Григорія та Олексія Холодних — з 2019 року.